# Sam Ojebode
Sam Ojebode (Oyo, Nigeria, 14 de julio de 1944-Ibadán, Nigeria, 4 de julio de 2012) fue un futbolista de Nigeria que jugó en la posición de lateral izquierdo.

## Carrera

### Club
| Periodo   | Club              |
| --------- | ----------------- |
| 1964-1970 | Ibadan Lions      |
| 1971-1978 | Shooting Stars SC |

### Selección nacional
Jugó para Nigeria en 14 ocasiones de 1975 a 1977 y anotó tres goles; participó en la Copa Africana de Naciones 1976 donde terminó en tercer lugar.

## Muerte
Ojebode murió en el hospital de Ibadán el 4 de julio de 2012 a los 67 a causa del cáncer de pulmón.

## Logros
- Liga Premier de Nigeria (1): 1976
- Copa de Nigeria (2): 1971, 1977
- Recopa Africana (1): 1976